# Duap/Colonna Infame
Duap/Colonna Infame è uno split album delle band italiane Duap e Colonna Infame Skinhead.

## Tracce
Duap
1. Odio
2. Oi la vendetta

Colonna Infame Skinhead
1. Giustizia
2. Non morirà